# 克萊爾·李·陳納德
克萊爾·李·陳納德（英語：Claire Lee Chennault，1893年9月6日—1958年7月27日），美國陆军航空队中將，飛行員。陳纳德有法國裔和匈牙利裔家庭背景，是第二次世界大战中国抗日战争美國志願航空隊（飛虎隊）指揮官，有「飛虎將軍」之稱。夫人是華裔美國政治家陳香梅。

## 美國陸軍

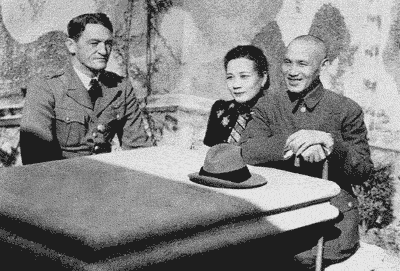
1940年中華民國軍事委員會委員長蔣介石與宋美齡夫婦接見陳納德

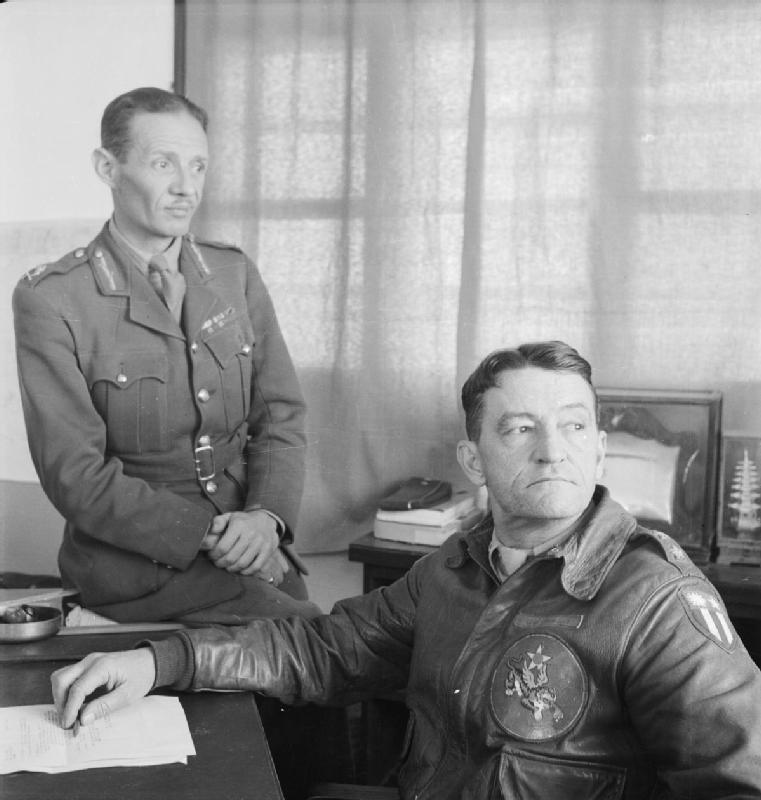
英國駐華軍事代表團團長格里姆斯代爾少將(左)、美國陳納德(右)

- 1893年9月6日出生在美國德克萨斯州，童年时代在路易斯安那州度过。
- 1918年秋，陳納德在第一次世界大战時在軍中服役，到長島米契爾機場擔任第46戰鬥機隊的副官。
- 1920年正式成為飛行員。
- 1923年陳納德調到夏威夷珍珠港擔任第19驅逐機中隊中隊長。
- 1930年陳納德保送到弗吉尼亚州蘭黎空軍戰術學校學習，畢業後，在亚拉巴马州馬克斯韋爾基地的航空兵戰術學校任戰鬥機的戰術教官。
- 1930年代的美國陸軍流行「轟炸至上」的空戰理論。1935年，他編著出版了《防禦性追擊的作用》其曾於該本論著中指出戰鬥機的重要性，但未獲重视。
- 1937年初因失去部分聽覺，又與上司不和，而以傷殘軍人身份（上尉銜）退役。同年春天，蔣中正派人到路易西安那州沃特普魯夫請陳復出。

## 飛虎將軍

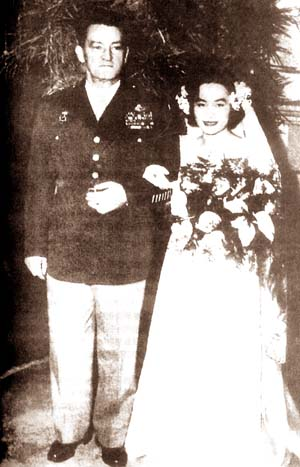
陈香梅与陈纳德的结婚照

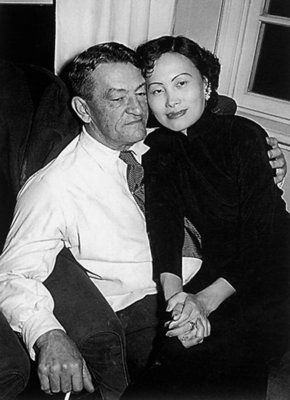
陳納德和他的妻子陳香梅

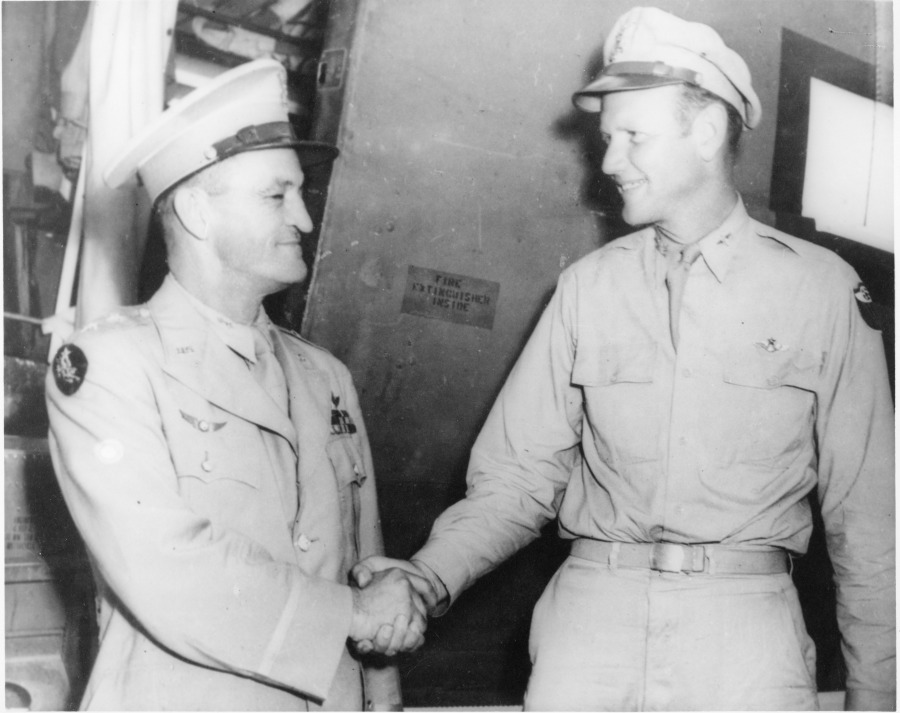
陳納德（圖左）與飛虎隊第2中隊隊長德州佬希爾（圖右）

- 1937年5月，陳納德應約赴中國，6月3日面見蔣中正及宋美齡後，獲時為航空委員會秘書長的宋美齡任為顧問，協助中國發展空軍。通过考察，陈纳德得知国民政府名义上有500架飞机，但实际上只有91架能起飞战斗。
- 1937年7月7日抗戰正式爆發後，為中國志願服務，蔣中正让陈纳德“即赴南昌主持该地战斗机队的最后作战训练”。根据蔣中正的要求，陈纳德设法雇用了4个法国人、3个美国人，1个荷兰人和1个德国人和4名外籍机械员。陈纳德为中国政府购买的“伏尔梯”、“诺斯罗普”轻型轰炸机和“马丁”重型轰炸机12架到货，就用这些人和飞机于1937年10月组成了由美国人文斯.舒米德为中队长的一支外国雇佣军——国际志愿队（简称“国际中队”）。这支雇佣军虽然为国民政府高薪聘请，但却不受空军指挥，只受航空委员会顾问陈纳德领导，形成了军中之军。到1938年1月，国际中队即改名为国民革命军空军轰炸航空兵第14队。编制为：队长1人，翻译4人，副官、军需、军医、书记各1人，司书4人，打字员2人，队员23人（内有中国飞行员14人），机械长1人，机械士26人，射击员15人，看护兵3人，公务员12人，工人20人，共计115人。该队开始驻汉口，后调往孝感。 成立5个月后的1938年2月7日，首次实战，由舒米德率领该队轰炸机7架，在陆军第二师地面人员的指引下对在蚌埠附近的日军阵地实施轰炸，战果是日军阵地5处被炸起火。1938年2月24日，舒米德率5架轰炸机第二次战斗出动，对日军占领的新乡站实施轰炸，战果不详。准备第三次出击的前一天，日军飞机突袭孝感机场，第14航空队的飞机由于加满了汽油和弹药，在跑道上被日机全部炸毁。至此结束了其战斗历程。1938年9月，这支由外籍人员组成的“国际中队”被航空委员会下令解散，外籍人员拿到其工资和遣散费后全部解聘。
- 1938年8月，根據宋美齡的要求，陳納德去昆明籌辦航空學校，訓練中國飛行員，期間同雲南省主席龍云將軍合作得很好。之後至1940年期間，陳納德協助中國僅餘的空軍和「蘇聯志願航空隊」對抗日軍。
- 1940年，苏联與日本在遠東的關係出現緩和，苏联航空志愿队亦從中國撤走。陳納德受蔣中正之託到美國尋求援助。陳納德在美國宣傳中國的抗日戰爭；同年羅斯福總統對日本的政策亦漸趨強硬，於是贊成陳納德為中國組建空軍。首先以援助盟國武器的租借法案，為中國提供100架P-40戰鬥機；同時又准許退役或備役的美軍到中國參加志願隊對日作戰。
- 1941年7月中旬，陈纳德回到中国时，已有68架飞机、110名飞行员、150名机械师和其他一些后勤人员到达中国。1941年8月1日，「中國空軍美國志願大隊」正式成立，由陳納德為大隊指揮官。9月1日，美國志願隊大隊部設在雲南省壘允中央飛機廠內。中飛廠的首長是錢昌祚，他作為雇主和陳納德簽訂了合作協定。防空指揮部的首長是陳一白，壘允的防空指揮部設立了20多部電臺就是陳一白將軍創建的。陳一白將軍負責指揮偵報日機情報，陳納德負責迎擊來犯日機。
- 1941年11月美國志願大隊编为3个中队。第1队为“亚当与夏娃队”，该队飞机均有亚当围着苹果追夏娃的图案。第2队为“熊猫队”，该队飞机未画熊猫而画有飞行员的漫画像。第3队为“地狱天使队”，该队飞机均画有姿态各异的裸体天使图案。
- 1941年12月20日首战。一批日机向云南方向飞来，昆明机场所有的飞机都升空迎击，并出师告捷。日入侵飞机10架，被击落6架，3架负伤。志愿队无1架飞机损失。
- 1941年12月日軍向英美宣戰後，飛虎隊曾到仰光協同英軍作戰，在两个多月的空战中美英战机對日作戰31次，共擊落日機217架。
- 1942年2月3日，宋美龄致电陈纳德，要他出任驻华空军指挥官，军衔升为准将。
- 至1942年5月期間，美國志願隊的三個戰鬥機中隊多次和空襲的日軍作戰，陳一白指揮偵報日機情報精确，經常取得勝果，令中國軍民士氣大增，被稱為「飛虎隊」。
- 1942年7月3日，陈纳德根据美国陆军部命令，解散美国航空志愿队，而以志愿队部分队员为主组建隶属美国陆军第10航空队的第23大队。美国航空志愿队在中国、缅甸、印度支那作战7个多月，以空中损失12架飞机和地面被摧毁61架的代价，取得击落约150架敌机和摧毁297架敌机的战绩。美国航空志愿队共损失26名飞行员。陈纳德改任美国驻华航空特遣队司令，军衔仍为准将。
- 1943年3月10日，美国陆军航空队将驻华特遣队编为美国陆军第14航空队，陈纳德晋升少将司令。陳納德上任後，強烈要求羅斯福總統加強駐華空軍力量，奪回中國戰場的制空權，並伺機攻擊日本本土。他在作戰計劃和指揮權等問題上與中國戰區參謀長兼美國陸軍中印緬戰區總司令史迪威將軍發生衝突。
- 雖然陳納德與蔣中正的關係良好，但卻與當時他的直屬上司史迪威不和。而當時的美軍總參謀長馬歇爾、陸軍航空軍司令阿諾德對陳納德亦不太信任。蔣中正于1943年7月12日致电美国总统罗斯福，要求将陈纳德提升为中国战区空军参谋长。罗斯福采取了折中的办法，同意让陈纳德担任中国国民革命军空军（而不是同盟國中国战区）参谋长。
- 1943年8月14日，陳納德提出國軍傘兵建軍計畫，計畫以當時國軍第五軍特務營為核心基幹成立。隔年1944年1月1日，國軍傘兵「鴻翔部隊」正式成立。
- 1945年7月陳納德提出辭呈，並在8月1日，日軍投降前數天離開中國。陳納德離開中國前，被授予中華民國最高榮譽青天白日大藍綬帶。抗戰期間，陳納德指揮的第14航空隊以500架飛機的代價擊毀超過2,500架日機，同時擊沉為數不少的商船和軍艦。

## 重返中華民國
- 1945年12月，陳納德重返中華民國。在上海，陳納德与盛子瑾合股，开设“中美棉业公司”，盛子瑾任总经理。
- 1946年10月，購入剩餘軍機，成立民航空運隊，初期專為行政院善後救急總署運送救急物資。
- 1947年陳納德與中央通訊社女記者陳香梅結婚。
- 1948年在國共內戰中，民航空運隊為又幫助蔣中正空運國軍軍隊、給養。
- 1949年又協助空運中華民國政府人員及國軍部隊到台灣，並且為美國中央情报局提供服務；陳納德的回憶錄《一個戰士的道路（Way of a Fighter）》在紐約出版。

## 晚年
- 1950年民航空運隊改組為控股公司，陳納德任公司董事長。
- 1958年7月15日，艾森豪總統要求國會晉升陳納德為中將。18日，美国国会通過晉升他為空軍中將的法案；7月27日，陳納德因病在華盛頓去世，終年65歲，埋葬於阿灵顿国家公墓。

## 評價
- 中國國民黨方面

由於陳納德先後協助國民政府與日本還有共產黨作戰，而且在戰後始終堅定擁護中華民國的原因，國民黨始終將他視為在美国最忠實的友人看待，對於陳納德能夠以寡擊眾的在緬甸還有中國戰場上擊敗日本陸軍航空隊，曾經參加中美空軍混合團的前駐美代表夏功權大使表示：「美國空軍第14航空隊在陳納德的指揮領導下非常堅強，他的戰鬥技術是舉世無雙的，因為他用英國人不要的老型P-40飛機打了勝仗。」原設置在臺北二二八紀念公園的飛虎隊陳納德將軍銅像，後來移到新生公園。2006年8月12日，空軍第401聯隊聯隊長田在勱少將有鑑於該聯隊的前身為隸屬於陳納德將軍下轄的第14航空軍中美混合聯隊之第五戰鬥機大隊，且陳納德將軍對中華民國貢獻至鉅，故致函時任臺北市市長馬英九並獲同意，遂將銅像移至空軍花蓮基地第401聯隊隊史館與相關文物、資料以紀念館的形式永久保存，並由陳納德遺孀陳香梅女士由美返台揭幕。
- 中国共产党方面

中国大陆在50年代将陈纳德定为反动的飞贼。人民日报刊登《陈纳德空运队屠杀中国人民的证据》和《美军曾恣意凌辱劫掠我同胞 昆明市民愤怒控诉 并揭发空中强盗陈纳德罪行》声称他用运输机当轰炸机参与内战和贩毒，并出版了小人书《飞贼陈纳德》（绘画者；江栋良。群联出版社，1951年3月再版）。这些说法一直持续到80年代，称在行政院救济总署空运大队，包运救济物资并走私贩毒，猎取暴利。蔣中正发动内战后，帮蒋空运军队和武器，侦察和轰炸解放区，大量屠杀中国人民。 新中国成立后，他继续在台湾进行活动，并在香港英国当局的庇护下，强夺中国两个航空公司的巨额财产。
1980年代以来，随着中美关系和海峽兩岸關係的缓和，中共对陈纳德的评价逐渐趋于公正和客观。1984年6月，时任中央军委副秘书长、国务委员兼国防部长张爱萍上将称：“陈纳德将军为中国的抗战做出了不可磨灭的贡献。”2009年8月，陈纳德铜像在黔东南州黄平县旧州飞机场旧址揭幕。2010年9月，美国前总统吉米·卡特、中國人民對外友好協會会长陈昊苏一同为座落在芷江机场飞虎队纪念馆的陈纳德雕像揭幕。2012年5月，时任中央军委委员、国务委员兼国防部长梁光烈上将称：“在二战期间，陈纳德将军率领‘飞虎队’与中国人民一道抵抗日本侵略者，中国人民永远不会忘记曾经支持、帮助过我们的老朋友。”2015年9月，中国共产党中央军事委员会主席习近平向陈纳德的遗孀陳香梅颁发抗战胜利70周年纪念章。除此以外，江苏南京抗日航空烈士纪念馆也有关于陈纳德和飞虎队的介绍。
- 美国方面

美國歷史評價一直以忠誠於美國價值觀的軍人看待，表示忠實執行了美國政策的指令。本人回憶錄《陳納德將軍與中國》（Way of a Fighter）中，他多次為中國人民在第二次世界大戰期間遭受到的痛苦表示遺憾。針對此點北德州大學的金克（Todd E. Jahnke）近年論文《只需仰賴空權：美國在華空中戰略（1942-1945）》（BY AIR POWER ALONE: AMERICA’S STRATEGIC AIR WAR IN CHINA, 1941–1945）中表明陳納德其實在戰後的反思中本人和諸多軍事學者都分析，其大舉轟炸鐵路的作法影響了戰後中國局勢的發展。
美國第十四航空隊大舉轟炸淪陷區交通設施的行為，讓日本人往沿海撤離部隊的速度減緩，並且也增加了國軍與日軍爆發不必要衝突的機會。因為在戰爭後期日軍為了預防美軍在中國沿海地區登陸，已經開始將部隊從內陸的佔領區撤出。國軍完全可以在不與日本人爆發決戰的情況下，利用這個機會返回淪陷區。而日軍華北方面軍也沒有增兵華南阻礙國軍反攻的打算，而是想要增兵滿洲國因應蘇聯紅軍即將發起的攻勢。
但是大舉炸斷的鐵路和公路影響了多方面：首先是日軍的往東往北撤出調動遲緩，導致在內陸與國軍纏鬥戰火加劇，平民死傷較多，使同時蘇聯在東北受到的阻礙較小快速進佔，日後將所有关东军收繳的武器甚至醫護人員都交與中共，使得共產黨之後在東北的優勢和戰勝有大助益。同時國共兩軍的特性中，國軍是民心較差但裝備機械化較先進，共軍是裝備落後但依靠民心進行游擊野戰，大舉破壞鐵公路的做法客觀上抵銷了國日兩軍的優勢，且加長兩軍纏鬥，而共軍趁機得到戰略利益。